# Garantía de empleo (política económica)
El empleo garantizado (EG) o trabajo garantizado (TG) (del inglés guaranteed work y job guarantee) es una propuesta de política económica por la que un gobierno se compromete a ofrecer un empleo a todo aquel que quiera trabajar.
El TG pretende, según sus promotores, dar una solución sostenible al problema dual de la inflación y el desempleo. Su objetivo es conseguir tanto el pleno empleo como la estabilidad de precios. El término está relacionado con el concepto del Estado como empleador de última instancia ya que estaría obligado a ofrecer, a los desempleados que lo demandaran, un puesto de trabajo en condiciones salariales y laborales dignas.

## Contexto económico, derecho al trabajo y pleno empleo

### Contexto económico
William Vickrey y otros defensores del trabajo garantizado consideran que la orientación de la política económica mundial en las últimas décadas del siglo XX y primera del siglo XXI no ha considerado el pleno empleo como uno de sus objetivos, al contrario, considera y utiliza el desempleo (véase el concepto utilizado por Marx de Ejército industrial de reserva); como una herramienta política para controlar la inflación cuando la presión sobre los costes se eleva, la política monetaria estándar aplicada por la autoridad monetaria (banco central) incide en las tasa de interés y la dificultad de obtener créditos provocando la creación de una reserva de estabilización de las personas desempleadas, lo que reduce las demandas salariales, y en última instancia la reducción de la inflación. Cuando las expectativas inflacionarias disminuyen, se reactivaría la creación de empleo. Por el contrario, con la propuesta de un trabajo garantizado (TG) se garantizaría la misma protección contra la inflación sin el enorme coste social del desempleo, por lo tanto, argumentan los defensores del TG, se resolvería el problema tradicional de la dualidad entre pleno empleo y estabilidad de los precios.

### Derecho al trabajo y pleno empleo
La propuesta de Trabajo Garantizado adquiere sentido siempre que se considere el derecho al trabajo como un derecho fundamental humano por el que toda persona tiene derecho al trabajo, a la libre elección del mismo, a condiciones equitativas y satisfactorias de trabajo, a la protección contra el desempleo, sin discriminación, con igualdad salarial, remuneración digna, protección social y derecho de sindicación. Así el derecho al trabajo se reconoce en las normales fundamentales de derechos humanos como son la Declaración Universal de los Derechos Humanos, el Pacto Internacional de Derechos Económicos, Sociales y Culturales así como en textos internacionales como la Carta social europea, el Protocolo de San Salvador, la Carta Africana de Derechos Humanos y de los Pueblos y en textos nacionales como son las Constituciones de numerosos países. En 1919 la Constitución de Weimar junto a la Constitución de México sancionada dos años antes, dieron origen al constitucionalismo social, que estableció el estado de bienestar y reconoció los derechos de los trabajadores.

## Propuesta de trabajo garantizado

### Autores y desarrollo de la propuesta de TG
La propuesta de 'Trabajo Garantizado' está asociada con economistas postkeynesianos específicamente con el Centro para el Pleno Empleo y la Igualdad (Centre of Full Employment and Equity - CofFEE) de la Universidad de Newcastle de Australia, la Kansas City School of economists y el Centro para el Pleno Empleo y la Estabilidad de Precios, ambos de la Universidad de Misuri–Kansas City.
El 'trabajo garantizado' (TG) se basa en la tradición de justicia social inherente al derecho al trabajo, recogida en el Constitucionalismo social, en la Declaración Universal de los Derechos Humanos, en la Ley de Empleo de 1946 (Employment Act of 1946) de los Estados Unidos, y también en una propuesta realizada por economista post-keynesiano Hyman Minsky. Desde entonces ha sido desarrollada por varios autores: R. Wray (1998) y de manera integral por W.F. Mitchell y J. Muysken (2008).

### Descripción de la propuesta detrabajo garantizado
La propuesta de 'Trabajo garantizado' tiene su fundamento en el principio de Fondo de Reserva de Estabilización (Buffer stock scheme) según el cual el sector público ofrecería un trabajo con salario fijo a cualquier persona dispuesta a trabajar para lo que dicho gobierno tiene que mantener una reserva de estabilización de puestos de trabajos disponibles. Esta reserva de estabilización debe aumentar cuando la actividad del sector privado disminuye, y disminuir cuando la actividad del sector privado se expande, al igual que los actuales fondos de reservas de estabilización dedicados actualmente a los desempleados.
De esta forma el TG cumpliría la función de absorción para minimizar los costos reales asociados con el flujo del sector privado. Cuando el empleo en el sector privado caiga, el empleo del sector público reaccionaria automáticamente y aumentaría su número. En un momento de recesión el aumento del empleo público implicará un aumento del gasto neto del gobierno, y estimulará la demanda agregada y la economía. Por el contrario, en épocas de crecimiento, la caída del empleo público y la disminución del gasto de los trabajadores que estén acogidos al TG repercutirá negativamente en el aumento del empleo del sector privado ya que al disminuir la demanda disminuyen los estímulos económicos. El Trabajo Garantizado cumpliría, por tanto, las funciones de un estabilizador fiscal automático de control de la inflación. El volumen de trabajadores de un país permanecería totalmente empleado, con una mezcla cambiante entre el empleo del sector privado y público. Dado que el salario ofrecido en el Trabajo Garantizado estaría abierto a todo el mundo, se convertirá funcionalmente en el indicador del salario mínimo de cada país.
En virtud del TG, las personas en edad de trabajar que no están en estudiando o formándose a tiempo completo y tienen puestos de trabajos con menos de 35 horas laborales a la semana por cuenta ajena tendrían derecho a recibir la diferencia económica hasta las 35 horas de trabajo remuneradas -mediante la realización de trabajos de utilidad pública en el salario mínimo-. Con esta fórmula se pretende como objetivo reemplazar el desempleo, el empleo a tiempo parcial, el precario y el subempleo con empleo remunerado -hasta las horas deseadas por los trabajadores-. De esta forma los que quieren completar su jornada de trabajo pero ante los requerimientos del sector privado -por ser a tiempo parcial- no se lo permiten, pueden ganarse la vida de manera razonable en lugar de sufrir la indignidad y la inseguridad del subempleo, la pobreza, la exclusión social, la desigualdad social y de ingresos.

## Beneficios del trabajo garantizado
Para los defensores de la propuesta de trabajo garantizado los beneficios de su implantación serían los siguientes.

### Incremento inicial de la renta disponible
El TG permitiría inicialmente un ingreso inicial de susbsistencia para las personas desempleadas. Una vez implantado el TG el sistema estaría en equilibrio ya que los empleos de TG estarían disponibles para quienes pierdan el empleo en el sector privado y no se alterarían sustancialmente los ingresos. 

### Control de la inflación
El salario del TG proporciona un mecanismo de control de la inflación. El TG actuaría como un mecanismo anticíclico y por tanto antiinflacionario. Si la inflación supera el objetivo anunciado por el gobierno, la política fiscal y monetaria más restrictiva se activaría transfiriendo trabajadores del sector privado al TG con salario fijo. 
Al ofrecerse en el TG un salario uniforme y fijo se atenúa la subida de los precios pero no la demanda que aumentaría en cifras inferiores al mercado laboral sin TG. Las personas beneficiadas serían aquellas que estuvieran más necesitadas -quienes quieren trabajar y no se les deja así como otras personas con necesidades económicas-. No habría, por tanto, tensiones inflacionistas.

### Sin efectos salariales
El TG no introduciría efectos salariales significativos. Tampoco un posible aumento de la demanda llevaría necesariamente a presiones inflacionarias porque el ahorro neto del sector privado lo impediría. Cualquier aumento inicial de la demanda estimulará el crecimiento del empleo del sector privado y la correspondiente reducción de los empleos aportados por el TG y su correspondiente gasto. 

## Comparación del TG con otras políticas económicas

### Keynesianismo
Para los defensores del TG es crucial el hecho de que su propuesta no se fundamenta en el keynesianismo: incremento del gasto del gobierno para la reactivación del crecimiento -por el aumento de la demanda agregada- para compensar la caída del sector privado. El programa del TG se diferencia del keynesiasnimo en que se dirige directamente a los hogares. Se trata de un enfoque de abajo hacia arriba para la estabilidad económica. Es un programa que estabiliza los ingresos y el poder adquisitivo de las personas que sufren una desigualdad de ingreso lo que permite dar estabilidad al resto de la actividad económica.

### Pleno empleo
El TG busca reorientar las políticas sobre el mercado de trabajo lejos de las corrientes principales de la Organización para la Cooperación y el Desarrollo Económicos (OCDE) que pone el énfasis en la plena empleabilidad para lo que los gobiernos establecen programas de formación a los desempleados pero sin que se garantice que el trabajo estará disponible; en cambio, el TG realiza un enfoque directo a la creación de trabajo suficiente. La agenda de empleabilidad de la OCDE ha sido criticada en 2004 por la OIT.

### Salario mínimo
En muchos países existe el salario mínimo pero con un concepto distinto al que el programa de trabajo garantizado proporcionaría. El salario ofrecido en el Trabajo Garantizado estaría abierto a todo el mundo, por lo que se convertiría funcionalmente en el indicador del salario mínimo de cada país.

### Renta básica (RB)
Frente a la propuesta de renta básica (RB), Eduardo Garzón considera más adecuado el 'trabajo garantizado' por varias razones, entre ellas que no genera tensiones inflacionistas; tiene en cuenta el ciclo económico; genera más trabajo digno; crea nuevos servicios sociales; aporta mucho más dinero y forma y prepara al ciudadano. Otros autores han considerado erróneos los argumentos de Garzón, y consideran que se basan en una visión superficial de la renta básica.

## Aplicación del Trabajo Garantizado
En varios países se han puesto en práctica planes parciales de creación directa de empleo para hacer frente a los principales problemas asociados a la persistencia del desempleo. Así, por ejemplo, el gobierno de Argentina introdujo el programa Jefes de Hogar en el año 2001 para combatir el malestar social que siguió a la Crisis económica argentina (1999-2002). El gobierno de la India introdujo en 2005 un plan quinquenal llamado National Rural Employment Guarantee Act 2005 (NREGA) con el objeto de disminuir la desigualdad de ingresos entre la población rural y urbana consecuencia del desarrollo de las tecnologías de la información y los servicios en las áreas urbanas. Se concedía a los desempleados y trabajadores en puestos de trabajo penosos e infravalorados la cantidad de 1,50 dólares diarios. En Bangladés existe desde 1975 el programa Alimentos por Trabajo, el cual se ha enfocado en mejorar la producción agrícola en conjunto con los ingresos de la población rural.
En Sudáfrica el gobierno ha introducido un programa de obras públicas (EPWP) para superar el altísimo desempleo y la pobreza que acompaña las áreas rurales del país. Aunque estos programas no pretenden el pleno empleo se reconoce que el Estado (ya sea a nivel de gobierno federal o local) tiene un papel importante en la prestación del trabajo garantizado. 
En Estados Unidos, la Ley Humphrey-Hawkins de Pleno Empleo (Humphrey–Hawkins Full Employment Act) de 1978 permite al gobierno crear una "reserva de empleo público" en caso de que la empresa privada no proporcione suficientes puestos de trabajo. La ley exige que esos puestos de trabajo estén en los rangos más bajos de cualificación y salario a fin de no atraer la mano de obra desde el sector privado. Sin embargo no se ha llegado a crear la reserva aunque la ley lo autoriza, es decir, no ha llegado a implementarse.